# Cargadora-Klasse
Die Cargadora-Klasse war eine Klasse von vier Hilfsschiffen der spanischen Marine, die von 1791 bis 1813 in Dienst stand.

## Allgemeines
Bei den Einheiten handelt es sich um rahgetakelte Schiffe, welche durch die spanische Marine für Transportaufgaben eingesetzt und als Urcas bezeichnet wurden. Auf Grund ihrer Größe waren sie des Weiteren dafür eingeplant, als Hilfs-Fregatten verwendet zu werden. Die Bewaffnung bestand normalerweise im Frieden aus acht 6-Pfünder-Kanonen, deren Anzahl im Krieg auf sechzehn Stück erhöht werden konnte. Bei Verwendung als Hilfs-Fregatte konnten bis zu 42 Geschütze mitgeführt werden.
Die Klasse wurde von dem Schiffbauingenieur Romero Landa entworfen. Sie war der Ersatz für die in den 1770er Jahren durch Francisco Gautier entworfene Nuestra-Señora-de-la-Regla-Klasse. Im Gegensatz zum Entwurf von Gautier wurde bei der Cargadora-Klasse wieder mehr Priorität auf die Transportleistung als auf die mögliche Verwendung als Hilfs-Fregatte gelegt. Ursprüngliche Planungen sahen den Bau von acht Schiffen vor, doch durch politische Umstände wurden am Ende nur vier Einheiten zwischen 1791 und 1798 gebaut.

## Einheiten
| Name (Religiöser Name) | Bauwerft        | Stapellauf         | Verbleib                                                                                  |
| ---------------------- | --------------- | ------------------ | ----------------------------------------------------------------------------------------- |
| Cargadora (Santa Inés) | Werft in Ferrol | 28. September 1791 | Verbleib nach 1804 unbekannt                                                              |
| Ferroleña (San Diego)  | Werft in Ferrol | 31. Oktober 1796   | Am 15. September 1802 vor der chinesischen Küste auf Grund gelaufen und verloren gegangen |
| Aurora (Santa Rita)    | Werft in Ferrol | 23. August 1797    | Ab 1811 abgerüstet und 1812 abgebrochen                                                   |
| Brújula                | Werft in Mahón  | 7. Juli 1798       | Ab 1813 abgerüstet und abgebrochen                                                        |